# Missões diplomáticas do Chade

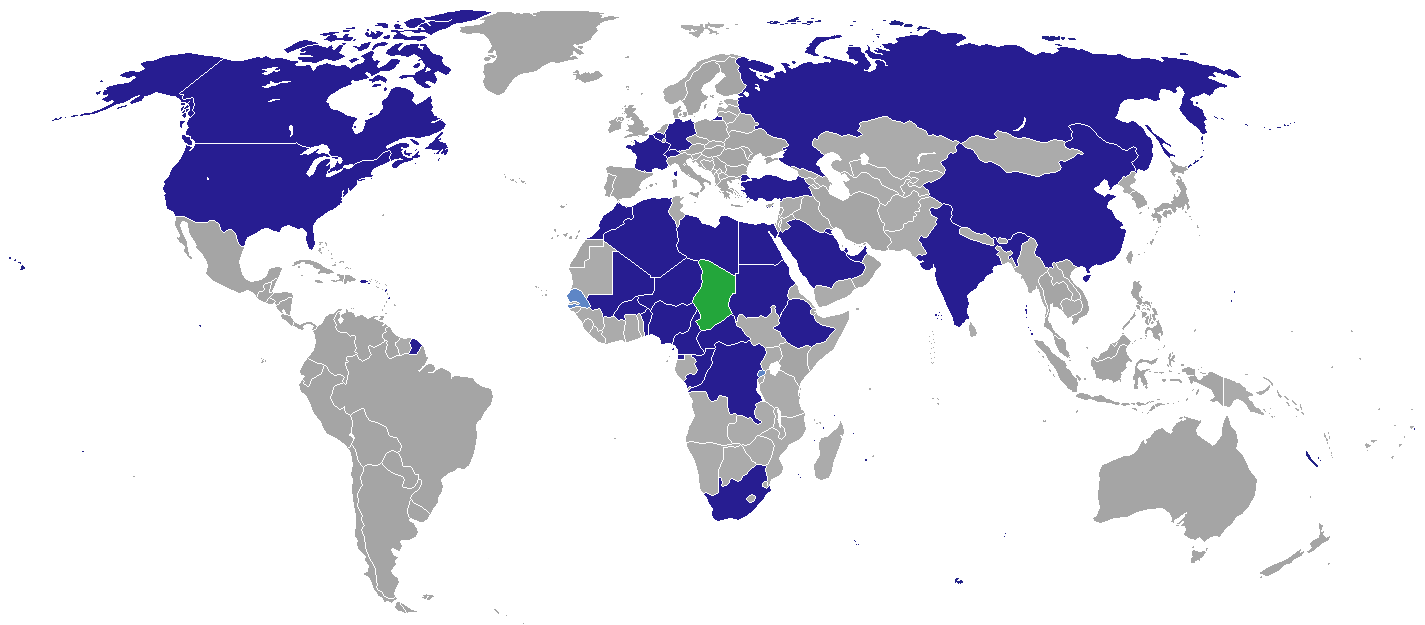
Missões diplomáticas do Chade

Abaixo estão listados as embaixadas e consulados do Chade:

## África

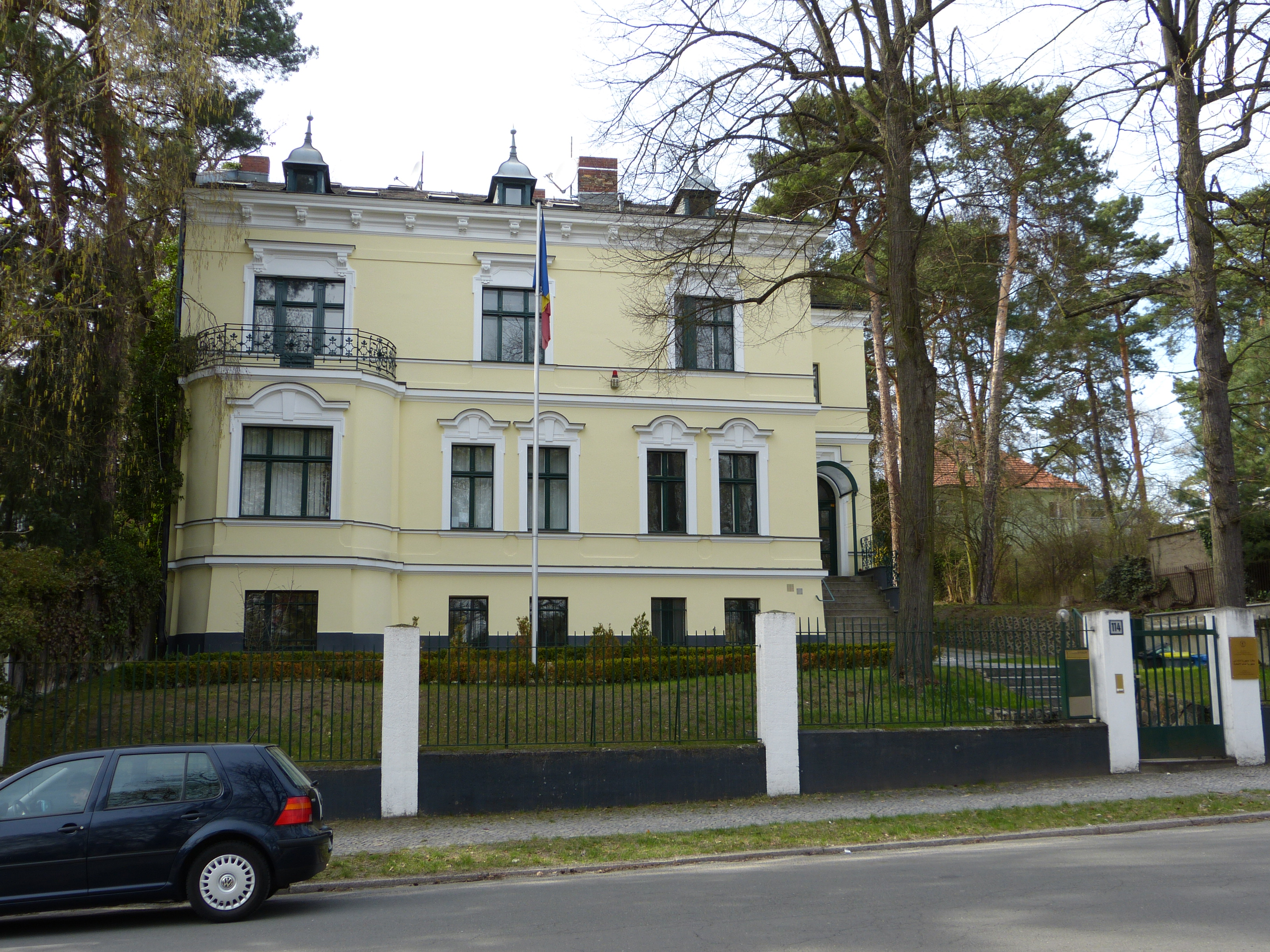
Embaixada do Chade em Berlim

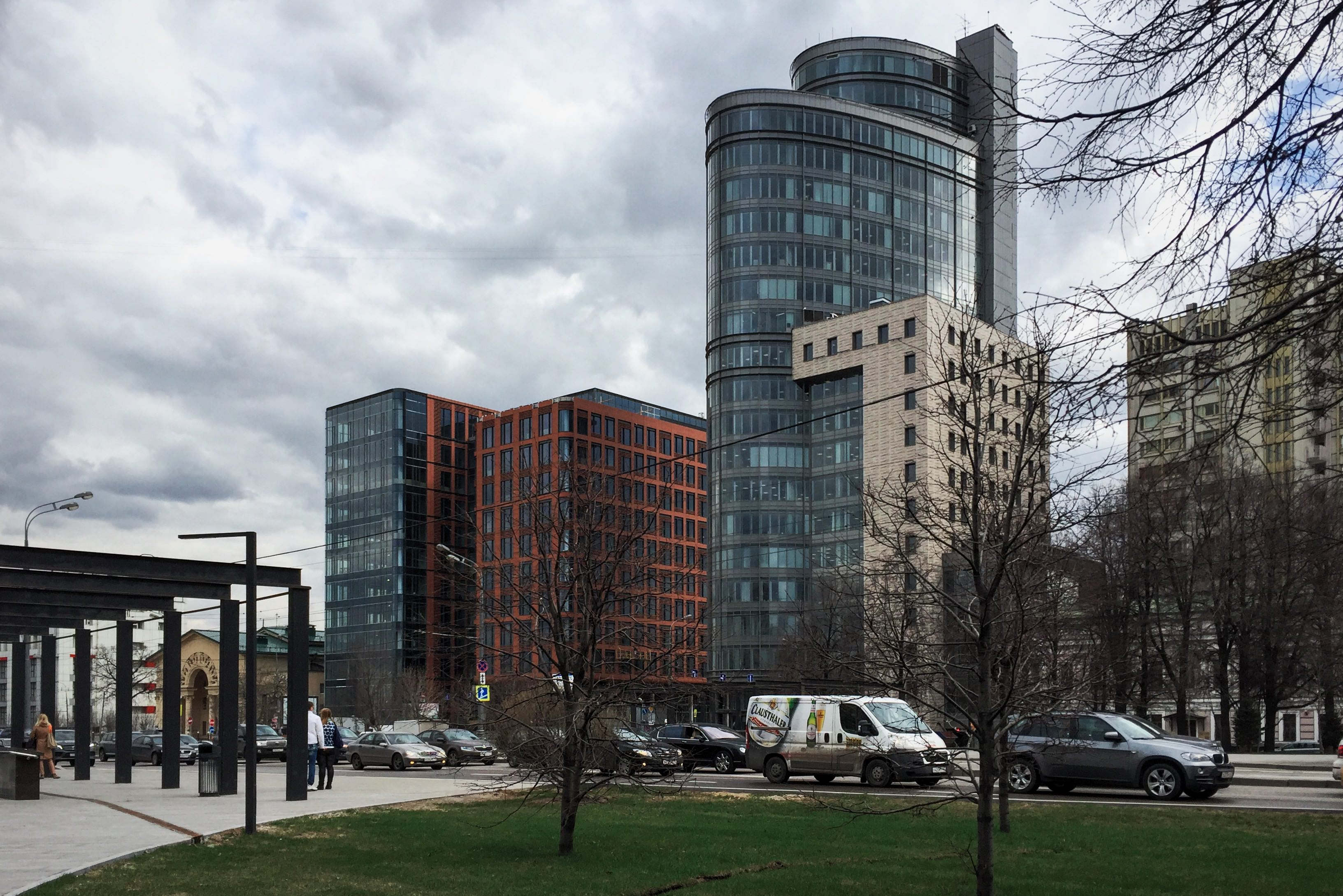
Embaixada do Chade em Moscou

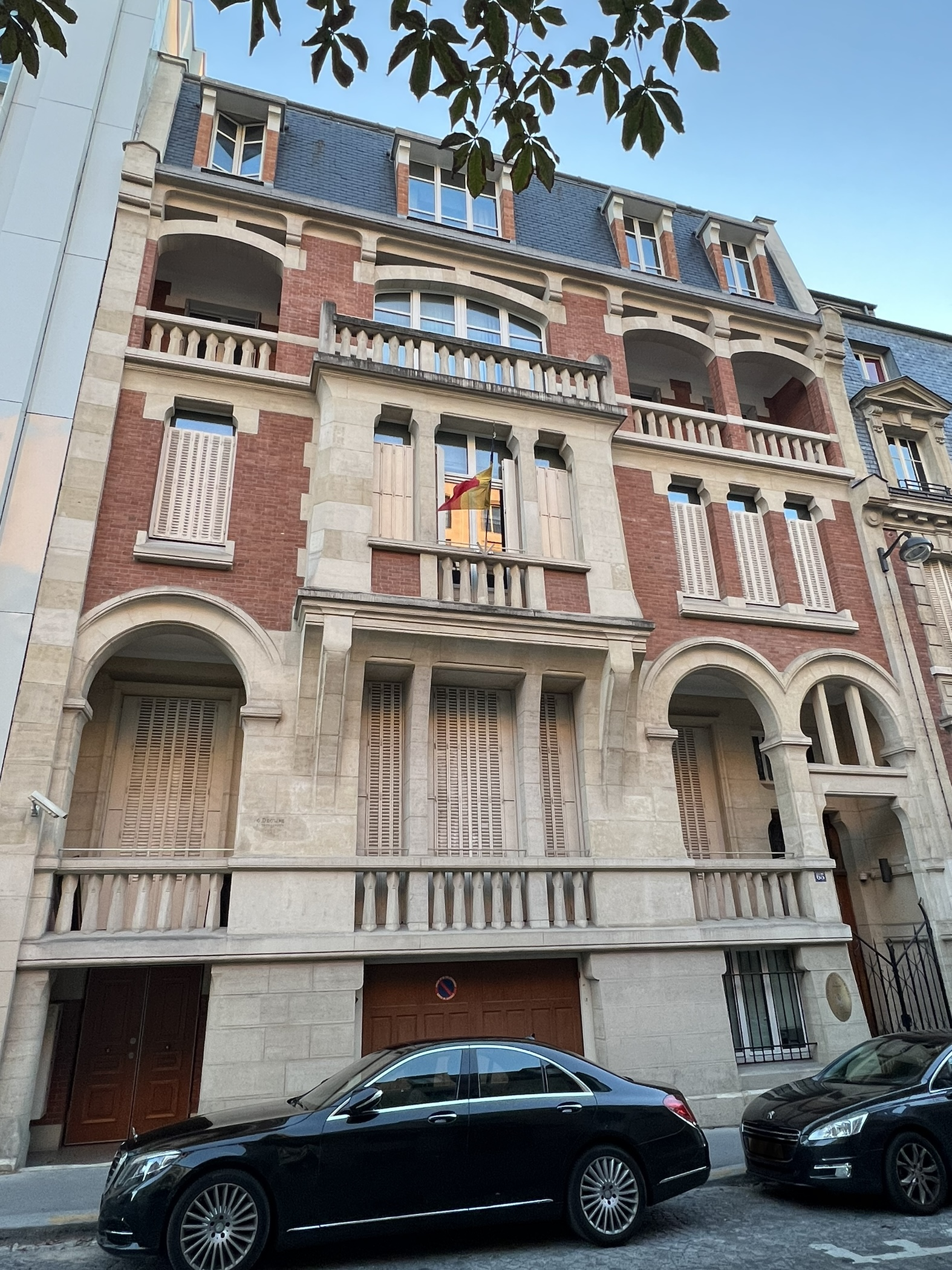
Embaixada do Chade em Paris

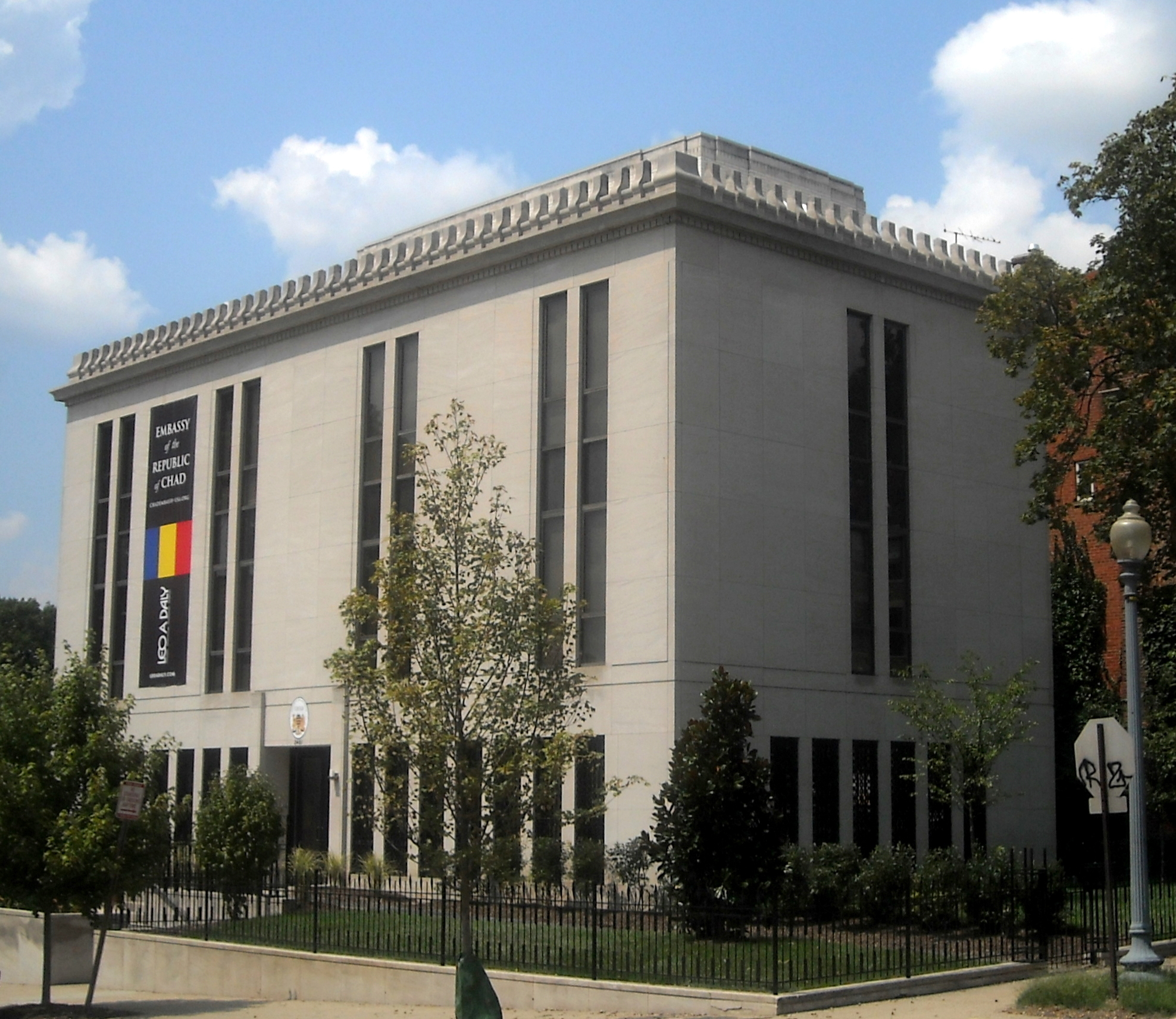
Embaixada do Chade em Washington, D.C.

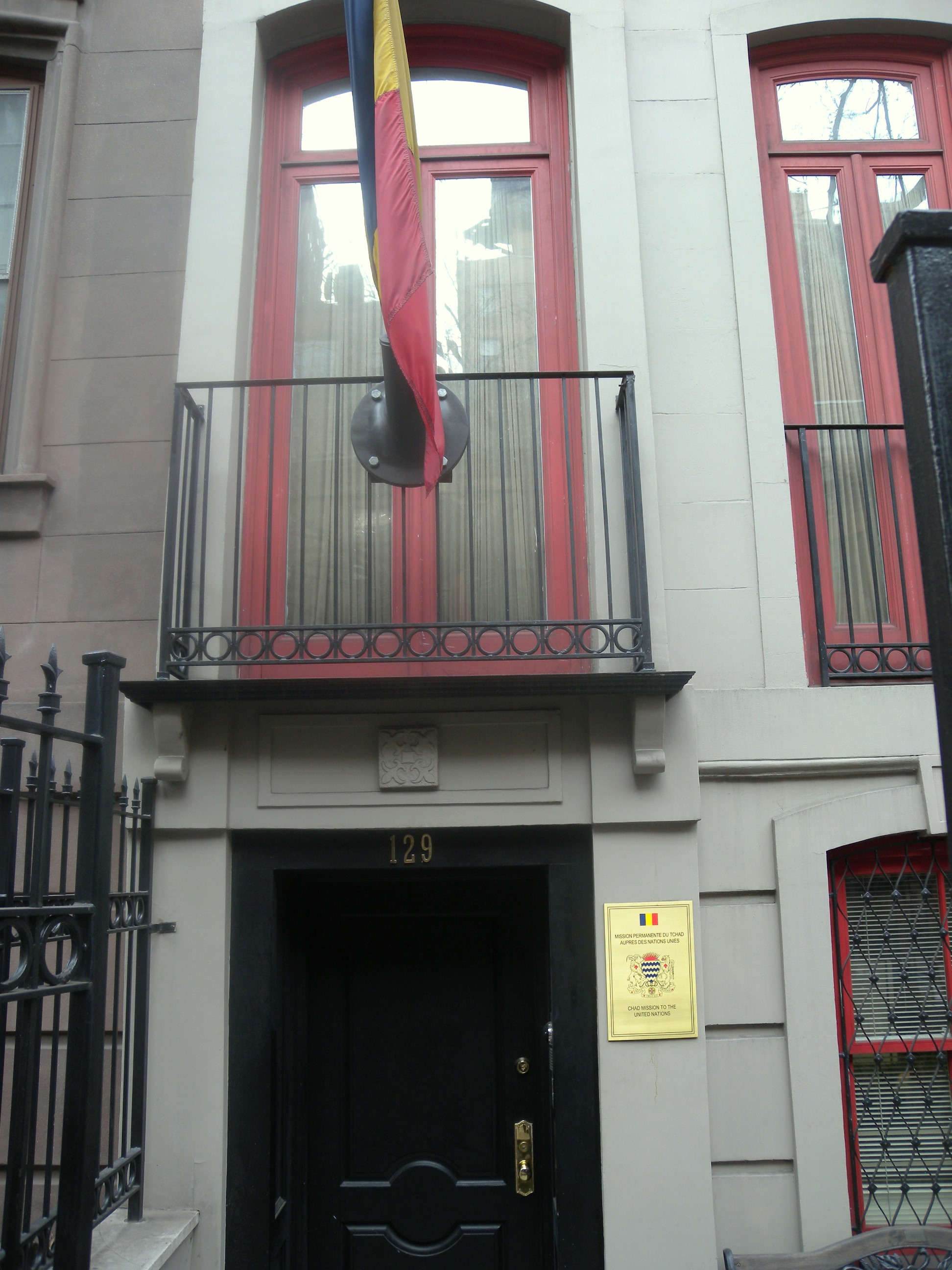
Missão permanente do Chade ante as Nações Unidas em Nova Iorque

- África do Sul
  - Pretória (Embaixada)
- Argélia
  - Argel (Embaixada)
- Benim
  - Cotonu (Embaixada)
- Burquina Fasso
  - Uagadugu (Embaixada)
- Camarões
  - Iaundé (Embaixada)
  - Garoua (Consulado)
- Costa do Marfim
  - Abidjã (Embaixada)
- Egito
  - Cairo (Embaixada)
- Etiópia
  - Adis-Abeba (Embaixada)
- Líbia
  - Trípoli (Embaixada)
- Marrocos
  - Rabat (Embaixada)
  - Dakhla (Consulado-Geral)
- Níger
  - Niamei (Embaixada)
- Nigéria
  - Abuja (Embaixada)
  - Maiduguri (Consulado)
- República Centro-Africana
  - Bangui (Embaixada)
- República Democrática do Congo
  - Quinxassa (Embaixada)
- Sudão
  - Cartum (Embaixada)

## América
- Canadá
  - Otava (Embaixada)
- Estados Unidos
  - Washington, D.C. (Embaixada)

## Ásia
- Arábia Saudita
  - Riade (Embaixada)
  - Jidá (Consulado)
- Catar
  - Doa (Embaixada)
- China
  - Pequim (Embaixada)
- Emirados Árabes Unidos
  - Dubai (Consulado-Geral)
- Kuwait
  - Cidade do Cuaite (Embaixada)
- Turquia
  - Ancara (Embaixada)

## Europa
- Alemanha
  - Berlim (Embaixada)
- Bélgica
  - Bruxelas (Embaixada)
- França
  - Paris (Embaixada)
- Rússia
  - Moscou (Embaixada)

## Organizações multilaterais
- Adis-Abeba (Missão permanente do Chade ante a União Africana)
- Bruxelas (Missão permanente do Chade ante a União Europeia)
- Genebra (Missão permanente do Chade ante as Nações Unidas e outras organizações internacionais)
- Nova Iorque (Missão permanente do Chade ante as Nações Unidas)
- Paris (Missão permanente do Chade ante a UNESCO)